# Парчабурон

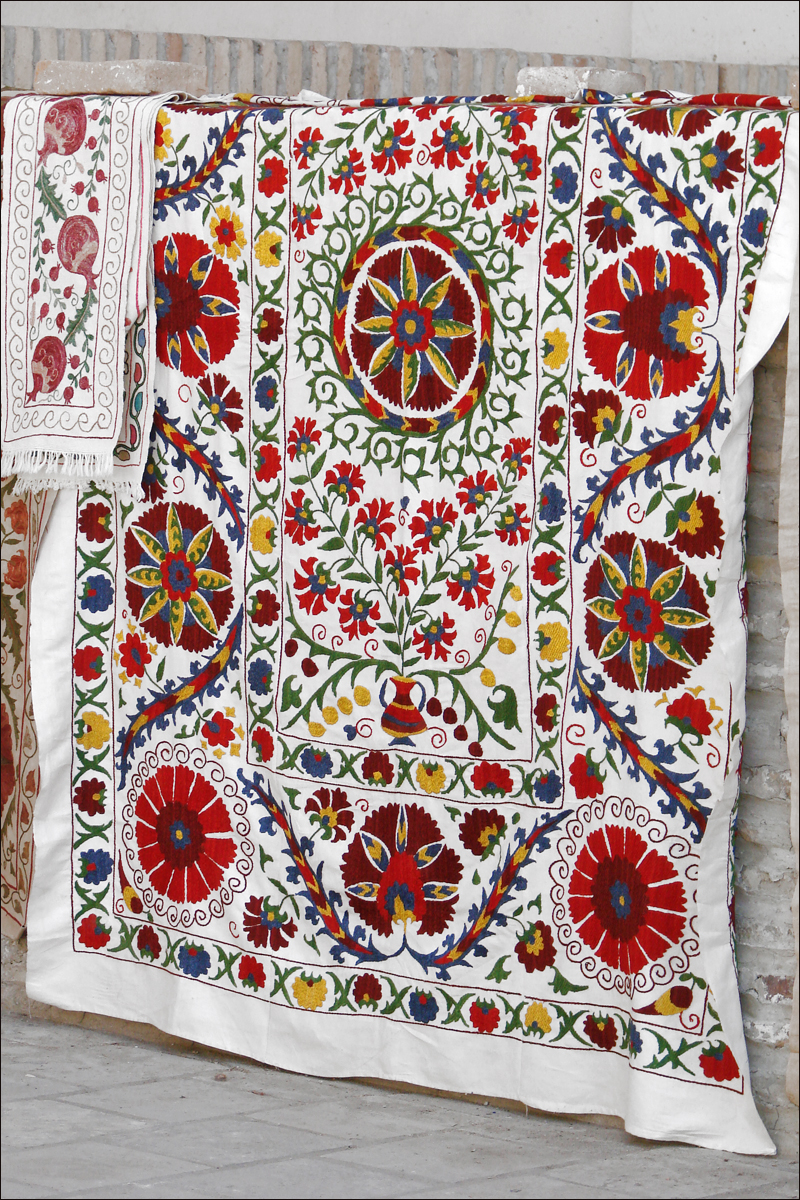
Сюзане. Чок также имеет сходство с этой тканью.

Парчабуро́н, чокбуро́н или курпадузо́н (тадж. парчабурон / чокбурон / кӯрпадӯзон) — традиционный обычай, распространенный среди таджикского народа. Обычно проводится незадолго до свадьбы, в подавляющем большинстве случаев в доме невесты. Заключается в коллективном шитье тканевого материала чок или сюзане, которым прикрывается чимилдик — место, где проводят первую брачную ночь молодожёны. Также чок в некоторых регионах вешается на стены комнаты молодожёнов. Также коллективно может шиться курпа́ (традиционное одеяло среди таджиков и узбеков), курпача́ (традиционное ложе, наполненное хлопком, на котором сидят и спят большинство этих народов) и боли́шт (традиционная подушка).
Обычно для этого обычая приглашаются исключительно женщины, как со стороны жениха, так и со стороны хозяев — невесты. Традиционно перед коллективным шитьем, приглашенные угощаются хозяевами различными блюдами и кушаньями, которые подают на дастархане. После принятия пищи, перед началом работы, наиболее старшая и уважаемая гостья читает дуа (молитву). В большинстве случаев работу выполняет приглашенный мастер или мастера, а остальные женщины лишь помогают ей и составляют компанию.
В последнее время, данный обычай проводится все реже, и многие предпочитают заказывать или купить чок, курпу, курпачу и болишт. Наибольшее распространение данный обычай имеет в наиболее отдалённых кишлаках, где по прежнему сильны влияние традиций и обычаев. В прежние времена, во время обычая шилась и одежда невесты, как свадебная, так и повседневная после свадьбы.